# Circonscription de Perth
La circonscription de Perth est une circonscription électorale fédérale australienne en Australie-Occidentale. La circonscription a été créée en 1901 et est l'une des 75 circonscriptions de la première élection fédérale. Elle tient son nom de la ville de Perth.
Elle est située au nord de la Swan River et regroupe les quartiers de Bassendean, Bayswater, Beechboro, Inglewood, Lockridge, Maylands, Morley et Mount Lawley, ainsi que le centre-ville de la capitale.
Elle est un siège assuré pour le Parti travailliste. De 1993 à 2013, Stephen Smith, ancien ministre des Affaires étrangères d'Australie, a occupé la circonscription.

## Représentants
| Nom                | Parti            | Période de mandat |
| ------------------ | ---------------- | ----------------- |
| James Fowler       | Travailliste     | 1901–1909         |
| James Fowler       | Commonwealth     | 1909–1916         |
| James Fowler       | Nationaliste     | 1916–1922         |
| Edward Mann        | Nationaliste     | 1922–1929         |
| Edward Mann        | Indépendant      | 1929-1929         |
| Walter Nairn       | Nationaliste     | 1929–1931         |
| Walter Nairn       | United Australia | 1931–1943         |
| Tom Burke          | Travailliste     | 1943–1955         |
| Fred Chaney        | Libéral          | 1955-1969         |
| Joe Berinson       | Travailliste     | 1969–1975         |
| Ross McLean        | Libéral          | 1975-1983         |
| Rick Charlesworth  | Travailliste     | 1983–1993         |
| Stephen Smith      | Travailliste     | 1993–2013         |
| Alannah MacTiernan | Travailliste     | 2013–2016         |
| Tim Hammond        | Travailliste     | 2016–2018         |
| Patrick Gorman     | Travailliste     | 2018–en cours     |

## Résultats des élections
| Parti                            | Parti                        | Candidat                     | Voix    | %      | ±      |
| -------------------------------- | ---------------------------- | ---------------------------- | ------- | ------ | ------ |
|                                  | Travailliste                 | Patrick Gorman               | 40 066  | 39,25  | +5,66  |
|                                  | Libéral                      | David Dwyer                  | 27 294  | 26,74  | −12,24 |
|                                  | Verts                        | Caroline Perks               | 22 621  | 22,16  | +3,79  |
|                                  | Une nation                   | Cameron Bailey               | 2 749   | 2,69   | −0,03  |
|                                  | Australie-Occidentale        | Dave Vos                     | 1 878   | 1,84   | −0,57  |
|                                  | UAP                          | Sonya Eberhart               | 1 605   | 1,57   | −0,23  |
|                                  | AJP                          | Sarah Szmekura-Moor          | 1 535   | 1,50   | +1,50  |
|                                  | Chrétiens                    | Dean Powell                  | 1 514   | 1,48   | +1,09  |
|                                  | Démocrates libéraux          | Evan Nickols                 | 1 407   | 1,38   | +1,38  |
|                                  | Fédération                   | Aiden Gyuru                  | 710     | 0,70   | +0,70  |
|                                  | Grand australien             | Sean Connor                  | 702     | 0,69   | +0,69  |
| Total des suffrages exprimés     | Total des suffrages exprimés | Total des suffrages exprimés | 102 081 | 94,42  | −1,20  |
| Votes nuls                       | Votes nuls                   | Votes nuls                   | 6 028   | 5,58   | +1,20  |
| Participation                    | Participation                | Participation                | 108 109 | 88,19  | −1,34  |
| Résultat de préférence bipartite |                              |                              |         |        |        |
|                                  | Travailliste                 | Patrick Gorman               | 66 151  | 64,80  | +11,57 |
|                                  | Libéral                      | David Dwyer                  | 35 930  | 35,20  | −11,57 |
|                                  | Travailliste retenir         | Travailliste retenir         | Swing   | +11,57 |        |